# قلالي
26°16′N 50°39′E / 26.267°N 50.650°E
قرية قلالي هي إحدى قرى محافظة المحرق في مملكة البحرين. تقع في الشمال إلى الشمال الشرقي من مدينة المحرق بالقرب من سماهيج وقد كانت حتى وقت قريب أعلى نقطة يابسة بالبحرين، وقلالي مفردها قلة أو (الكَلّة) بالعامية وهي المكان المرتفع كالهضبة ويقدر عدد سكان قلالي حتى نهاية 1991 م بنحو 2005 نسمة. في القديم كان يقطن القرية البحارة الأصليين وكانت في الماضي حيث كانت معروفة ببحرها الجميل الذي هو مصدر رزق لكثير من أهالي المنطقة ولكن مهنة البحارة في قرية قلالي أندثرت.
و يقال ان في أحد السنوات بين 1920-1925م اصاب سكانها مرض الطاعون السبب الذي أدى إلى هجرة سكانها وجعلها خاوية وبعد عدة سنوات تم الرجوع إليها.
وقد تقاسم سكنها في بادئ الأمر أفراد من عائلتي المناعي والجودر وبعد ذلك سكنها العديد من العوائل مثل الشروقي والمالود والخزامي و القحطاني والعلان والرميثي والماجد والكوهجي والفايز وغيرهم. وفي الآونة الأخيرة، بعد النهضة العمرانية التي شهدتها البحرين، أصبح يسكنها الكثير من العوائل من شتى أنحاء البلاد. وقد أفرد هذه القرية الباحث بشار الحادي بكتاب مستقل في 70 صفحة أسماه قرية قلالي بين الأمس واليوم أورد فيه تاريخ القرية منذ عصور ما قبل الإسلام إلى اليوم.
ليس صحيح ان من سكن قلالي افراد من المناعي والجودر بل أول من سكن قلالي هم عائلات من الجودر والمناعي وليس افراد وهم رجال ذا جاه معروفين في المجتمع البحرين ومنهم الشيخ احمد بن جاسم آل جودر شيخ قبيلة آل جودر وصاحب أكبر مزرعة (نخل) في قلالي والتي تحتضنها قلالي فقلالي شكلها هلالي وفي وسطها هذه المزرعة والتي صدر امر من المستشار البريطاني بقطع نخيلها بعد دعوي المقرضين بأنها سبب الطاعون وهذه كذب بل من تسبب في قطعها احتمل اثما عظيما لانها كانت مصدر رزق للفقراء الذين يقتاتون عليها فقد كان الشيخ احمد يطعمهم منها مجانا حتى السارق كان يعفو عنه إذا امسكه رجال المزرعة....
وكذلك مزرعة المناعي غربي قلالي وكذلك مزرعة الشيخ احمد بن جاسم آل جودر الثانية كذلك غربي قلالي بجنب المقبرة وجنبها مزرعة ابنته
واما الخزامي منهم رجل وعائلته وقد جاؤو في اوائل الثمانينات وكذلك المالود بعدهم بقليل وهم عائلة واحدة و هناك دجة الكبارية

## فرجان قلالي

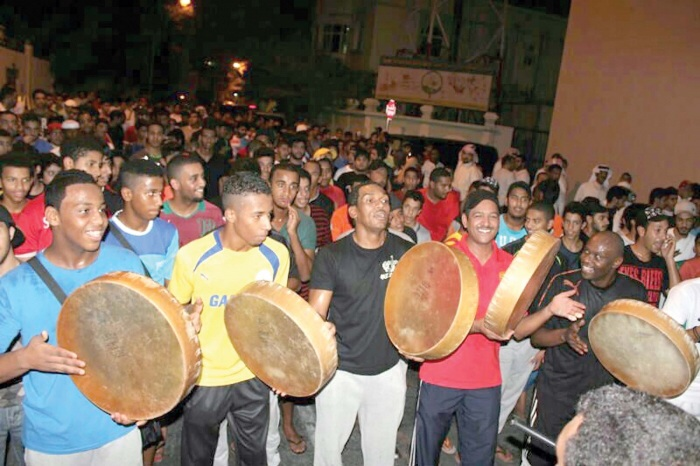
وداع رمضان في قلالي

1. فريج بمبي: وهو ممتد من أسواق المنتزه إلى مدرسة رقية الابتدائية للبنات وهذا الفريج كان في بداية سنة 2000 ميلادي اظهر قانون من شبابه الصغار ان على كل فتى يمتلك دراجه هوائية (سيكل) ان يمتلك رخصة سواقة وهي عبارة عن بطاقة الاتصال من شركة بتلكو وياخذها احدهم ويسجل اسم الفتى ورقم البطاقة وعلى الفتى ان يحتفظ بالبطاقة في حال ظهور شخص من هذه المجموعة وإذا لم يظهرها ستتم معاقبته بالضرب ولكن لم ياتي خبر بضرب أحد لانه لم يحمل البطاقة وشاع الخبر في كل انحاء قلالي وسجل اولاد كُثُر ولكن بعد عدة اسابيع اهملت المجموعة الموضوع وعادت الامور إلى طبيعتها. وهذا الفريج اغلبية سكانه يهوون الموسيقى والتراث وفي اواخر شهر رمضان الكريم يحيي في هذا الفريج الوداع وتقليد قديم لاهالي البحرين يودعون فيه شهر رمضان ومن أشهر الناس التي تحيي هذا التراث هم سالم بن ربيعه ويعقوب بوجفال وآخرون غيرهم.
2. فريج جبلة: وهو ممتد من حديقة قلالي القديمة التي يتواجد عليها مجلس المقهوي إلى محل نوح لصناعة السفن الصغيرة.
3. قلالي القديمة: وهي تمتد من أسواق المنتزه إلى حديقة قلالي القديمة وهي ذات الكثافة السكانية في المنطقة.
4. شمال قلالي: ويمتد من مدرسة قلالي الابتدائية للبنين إلى المزرعة القديمة.
5. قلالي الجديدة: وهي مدينة مدفونة بالكامل في التسعينيات. (مدفونه تعني اراضي مستصلحه من البحر تم دفنها والبناء عليها ) .
6. واحات المحرق: وهي منطقة جديدة عصرية مدفونة بالكامل، فيها محطة وقود قلالي وإسكان قوة الدفاع وشارع تجاري كامل.